# Роккадаспиде
Роккадаспиде (итал. Roccadaspide) — коммуна в Италии, располагается в регионе Кампания, в провинции Салерно.
Население составляет 7500 человек (на 2004 г.), плотность населения составляет 117 чел./км². Занимает площадь 64 км². Почтовый индекс — 84069. Телефонный код — 0828.
Покровительницей коммуны почитается Симфороза из Тиволи (Santa Sinforosa). Праздник ежегодно празднуется 18 июля.